# Samverkansgruppen för högskoleingenjörsutbildning
Samverkansgruppen för högskoleingenjörsutbildning är ett nätverk som består av representanter för de svenska lärosäten som utbildar högskoleingenjörer. Samverkansgruppen bildades 1988 på initiativ av dåvarande Universitets- och högskoleämbetet numera Universitetskanslersämbetet i samband med att Sveriges riksdag beslutade om en ny organisation för ingenjörsutbildningen i Sverige. En tvåårig mellaningenjörsutbildning (numera treårig högskoleingenjörsutbildning) med den statliga högskolan som huvudman infördes då som ersättning för gymnasiets fjärde år inom den fyraåriga tekniska linjen.
Samverkansgruppen för högskoleingenjörsutbildning består av en till två representanter från vart och ett av de lärosäten som är aktiva inom högskoleingenjörsutbildningen och gruppen möts årligen två gånger i samband med en konferens som cirkulerar mellan berörda lärosäten. Gruppen leds av tre samordnare. Mötena ägnas åt informationsutbyte och nätverksbyggande mellan lärosätena och det omgivande samhället. Till mötena bjuds även in representanter från myndigheter, näringsliv och intresseorganisationer. Gruppen har fokuserat på varumärke (högskoleingenjör), rekrytering, genomströmning, kvalitetsarbete, arbetsmarknad, samt utbildningarnas innehåll och struktur.

## Medlemmar i samverkansgruppen
Följande lärosäten är medlemmar i samverkansgruppen
- Blekinge tekniska högskola
- Chalmers tekniska högskola
- Högskolan Dalarna
- Högskolan i Borås
- Högskolan i Gävle
- Högskolan i Halmstad
- Högskolan i Jönköping
- Högskolan i Kristianstad
- Högskolan i Skövde
- Högskolan Väst
- Karlstads universitet
- Kungliga tekniska högskolan
- Linköpings universitet
- Linnéuniversitetet
- Lunds tekniska högskola
- Luleå tekniska universitet
- Malmö universitet
- Mittuniversitetet
- Mälardalens universitet
- Umeå universitet
- Uppsala universitet
- Örebro universitet